# 渡辺コウジ
渡辺 コウジ（わたなべ こうじ、1979年8月12日 - ）は、日本の俳優。旧芸名は渡部 紘士（読みは同じ）。
山形県出身。身長185cm。血液型はA型。コントユニットTOMHOUSEの一員。以前は81年生まれと公表していた。
2021年11月30日、所属事務所「五社プロダクション」の俳優部が年内をもって解散することを発表、渡辺は2022年からフリーとして活動することを報告した。

## 人物
趣味は映画鑑賞、脚本作り、歌。特技：殺陣、中国武術、ボクシング、アクロバット。フォークリフト、普通自動車、自動二輪の免許を持っている。
あだ名は「タカさん」（ミュージカル テニスの王子様で河村隆役を演じたことから）。ちなみに自身がその他で呼ばれたいあだ名は「ハンサム」。ゲスト出演した時速246億「春の桜まつり2015」にて、2歳サバを読んでいた事を発表した。

## 出演

### テレビ
- 恋のから騒ぎドラマSP「笑われる女」（日本テレビ）
- 仮面ライダーカブト
- 緊急取調室（2015年） - 貝塚ヒロシ 役[1]
- 警視庁捜査一課9係 第4話（2017年）
- ヘヤチョウ（2017年） - 柳田刑事 役
- 連続テレビ小説 半分、青い。（2018年） - 編集者 横田 役[4]
- 特捜9（2019年） ‐ 寺田俊典 役

### 映画
- 凶気の桜
- 小町、17才
- 疾風
- 同じ月を見ている
- 禁断の恋 - 佐々木敬一 役

### 舞台
- 蒲田行進曲
- ホームカミング
- クラウディアからの手紙
- ミュージカル テニスの王子様 - 河村隆 役[1]
- ミュージカル『DEAR BOYS』vs.EAST HONMOKU - 薬師丸元 役
- 「マージナル」〜砂漠編・都市編〜 - フェロペ/ローニ 役
- 空間ぜりー『夏の夜の夢』（2008年12月）
- 時速246億 vol.03『ささやかなこの人生』（2009年5月13日 - 17日、恵比寿・エコー劇場）
- 舞台 タクミくんシリーズ そして春風にささやいて（2009年12月9日 - 13日、築地ブディストホール） - 赤池章三 役
- 時速246億 vol.04『記憶メモリン』（2010年4月16日 - 21日、赤坂RED THEATER）
- 劇団VitaminX 〜Legend Of Vitamin〜（2010年9月26日 - 10月4日、前進座劇場） - 斑目瑞希 役
- 劇団たいしゅう小説家 Present`s IOH 公演 「熱風 EVOLUTION〜 extra story of 天使の涙〜」（2010年11月11日 - 23日、シアター711）
- 熱風不敵舞台vol.4「トリリオンモンスター]（2011年1月25日、萬劇場）
- MOSH SHORT COLLECTION 02「勝手にしやがれ」（2012年4月19日 - 22日、GEKI地下リバティ）
- 時速246億 vol.06『リボン』（2012年10月23日 - 28日、赤坂RED THEATER/2012年11月3日・4日、名古屋テレピアホール）
- ミュージカル 忍者じゃじゃ丸くん（2013年6月22日 - 6月30日、新宿シアターブラッツ） - クロベエ 役
- ミュージカル『青春-AOHARU-鉄道』
  - ミュージカル『青春-AOHARU-鉄道』2 〜信越地方よりアイをこめて〜 （2016年11月9日 - 13日、AiiA 2.5 Theater Tokyo/11月18日 - 20日、新神戸オリエンタル劇場） - 北陸新幹線 役[5]
  - ミュージカル『青春-AOHARU-鉄道』すべての路は所沢に通ず（2019年5月9日 - 19日、品川プリンスホテル クラブeX） - 西武安比奈線 役[6]
  - ミュージカル『青春-AOHARU-鉄道』3 〜延伸するは我にあり〜 （2018年5月4日 - 13日、品川プリンスホテル クラブeX/5月18日 - 19日、新神戸オリエンタル劇場/5月25日 - 26日、長岡リリックホール シアター） - 横須賀線/丸の内線/北陸新幹線 役[7]
  - ミュージカル『青春-AOHARU-鉄道』コンサート Rails Live 2019 （2019年10月30日 - 10月31日、舞浜アンフィシアター/11月3日 - 11月4日 COOL JAPAN PARK OSAKA　WWホール） - 北陸新幹線/西武安比奈線/丸ノ内線/横須賀線 役[8]
  - ミュージカル『青春-AOHARU-鉄道』4 〜九州遠征異常あり〜 （2021年2月14日 - 28日、天王洲 銀河劇場） - 北陸新幹線/丸ノ内線 役[9]
  - ミュージカル『青春-AOHARU-鉄道』5 〜鉄路にラブソングを〜 （2023年6月15日 - 25日、天王洲 銀河劇場、2023年6月30日（金）～7月2日（日）　AiiA 2.5 Theater Kobe） - 北陸新幹線/西武安比奈線 役
  - ミュージカル『青春-AOHARU-鉄道』〜地下の中心で愛をさけんだMétro〜（2023年12月21日 - 31日、品川プリンスホテル クラブeX） - 丸ノ内線 役[10]
  - ミュージカル『青春-AOHARU-鉄道』6〜ハッピーレール大作戦〜  （2024年7月4日-7月15日天王洲 銀河劇場 2024年7月19日-7月21日 AiiA 2.5 Theater Kobe） -北陸新幹線/丸ノ内線 役
  - ミュージカル『青春-AOHARU-鉄道』コンサート Rails Live 2025（2025年11月22日 - 24日〈予定〉、TACHIKAWA STAGE GARDEN） - 北陸新幹線 / 丸ノ内線 / 西武安比奈線 役[11]
- MASHIKAKU CONTE LIVE「ユニコーン」（2019年1月9日 - 13日、博品館劇場）[12]
- ナポリの男たちch特別回「舞台・ナポリの男たち」（2021年7月8日 - 7月19日、ヒューリックホール東京） - スグール＝ド＝ナンデヤネン/杉岡先生/アホガキ/常連客 役

### テレビCM
- ユニクロ 「新垣結衣、キュートに“ゆるりんダンス”」